# Pitigrilli
Pitigrilli, pseudonimo di Dino Segre (Torino, 9 maggio 1893 – Torino, 8 maggio 1975), è stato uno scrittore, giornalista e aforista italiano.
Ebbe un grande successo in Italia nel periodo tra le due guerre mondiali. Fu autore di romanzi, racconti e articoli di varia intonazione, dal grottesco all'erotico e all'umoristico-satirico.
Il suo nome è legato anche all'OVRA, la polizia politica fascista, di cui fu informatore e delatore nonostante le sue origini ebraiche; benché professasse la sua innocenza (come sostenuto anche dalla sua famiglia) e di essere stato incastrato con documenti falsi, il suo coinvolgimento fu riconosciuto dopo la scoperta del suo nome negli elenchi degli informatori del regime, anche dalla commissione per l'esame dei ricorsi, cosa che gli costò l'ostracismo della cultura italiana antifascista nel secondo dopoguerra.

## Biografia
Nacque a Torino, figlio di David Segre, ex ufficiale dell'esercito, immobiliarista, membro di una benestante famiglia ebraica ma ateo, e di Lucia Ellena, discendente di una famiglia di contadini piemontesi, di religione cattolica. All'insaputa del padre, alla nascita la madre lo fece battezzare. Intraprese gli studi classici e nel 1916 si laureò in giurisprudenza a Torino. Secondo lo stesso Segre, l'origine del suo nome d'arte, già utilizzato nei primi scritti, rimanda ad un episodio della sua infanzia: un giorno chiese alla madre a quale animale appartenesse la pelliccia di cui era foderato il cappotto che indossava e questa gli rispose col termine francese petit-gris (pronuncia pëtì ġri, letteralmente “piccolo grigio”), nome vernacolare dello scoiattolo siberiano, pelliccia in italiano nota anche come "vaio". Il suono di quella parola gli piacque così tanto che, italianizzandola in "Pitigrilli", ne fece il proprio nom de plume.
Appassionato di lettere, Dino Segre intraprese molto presto l'attività giornalistica, campo in cui ebbe una fortunata carriera. Esonerato dall'arruolamento militare per un difetto cardiaco, iniziò a lavorare come critico letterario: lo stile polemico e irriverente dei suoi articoli sul settimanale Il Mondo, edito da Sonzogno, lo fece notare a Tullio Giordana, che lo chiamò al quotidiano L'Epoca. Costui, alla fine del 1918, lo inviò a Trieste, per scrivere articoli di "alleggerimento" dal drammatico fronte di guerra del confine orientale italiano. Il 24 novembre dello stesso anno Pitigrilli inviò da Fiume, allora fulcro dell'irredentismo, un articolo-reportage intitolato Fiume, città asiatica, il cui tono irriverente e anti-nazionalista provocò molto scalpore e irritò le autorità di governo (e in seguito i legionari dannunziani), che ordinarono l'immediato sequestro delle copie del giornale. Pitigrilli continuò comunque a lavorare per L'Epoca, dapprima come inviato a Napoli e successivamente, nel 1919-20, come corrispondente estero da Parigi.
Nel luglio del 1924 fondò a Torino la rivista Le Grandi Firme, che raggiunse presto una larga diffusione grazie alla collaborazione dei maggiori esponenti della giovane letteratura e dei più quotati disegnatori e umoristi italiani, fra cui Giacinto Mondaini, Vittorio Guerriero e un giovane Achille Campanile. Successivamente lanciò altri periodici, quali Il dramma (1925), Le grandi novelle (1926), La Vispa Teresa, Crimen (primo periodico italiano interamente dedicato alla giallistica), I vivi e i romanzetti À frisson Ciondoli d'amore. Nel 1926 cedette le riviste alla tipografia che ne curava la stampa; riprese poi la proprietà delle Grandi Firme dal 1929 al 1937, anno in cui la cedette alla Mondadori.

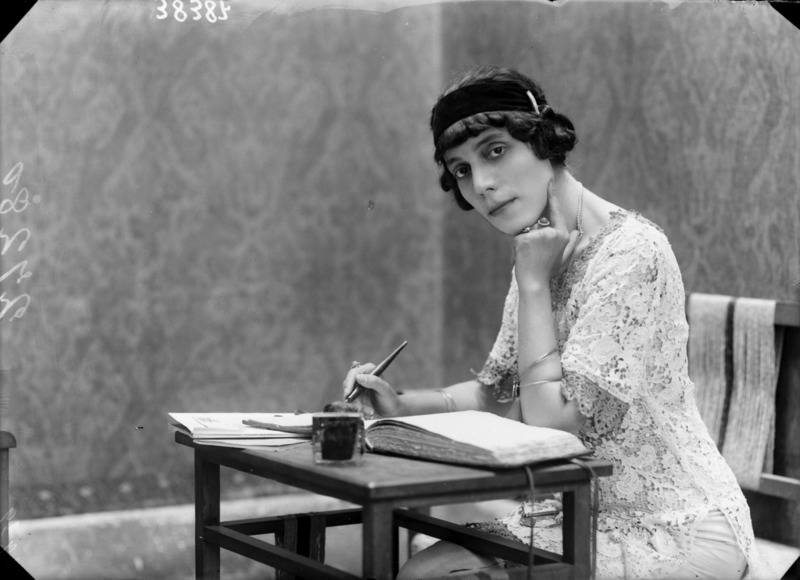
Amalia Guglielminetti

Nei primi anni di attività giornalistica entrò nelle grazie della poetessa Amalia Guglielminetti, animatrice di un salotto letterario ed ex compagna di Guido Gozzano. La Guglielminetti (di dodici anni più anziana) introdusse Segre negli ambienti letterari; in seguito i due divennero anche amanti; per conoscerla fece arrivare a lei, tramite un professore, una propria dichiarazione in cui la Guglielminetti veniva definita una voce poetica migliore di Dante. Dino e Amalia fecero coppia fissa dal 1918 al 1920; dopo una prima interruzione la relazione si trascinò poi fino al 1926, quando finì burrascosamente per mano di avvocati. 
Sulle «Grandi firme», Pitigrilli teneva due rubriche in cui attaccava pesantemente chi non aveva in simpatia "con quella spregiudicatezza e quel cinismo che avevano fatto la fortuna dei suoi romanzi". Dopo la rottura, la Guglielminetti fondò una rivista simile a «Le Grandi firme» con il titolo Le grazie. Pitigrilli commentò sul suo giornale con una sarcastica battuta: «Amalia Guglielminetti vende le sue Grazie a lire 2,50» (cioè il prezzo di copertina). La poetessa si vendicò denunciandolo per "attività antifascista e offese al Duce". Pitigrilli fu arrestato sulla base di scritti privati contenenti attacchi al duce - principalmente lettere -, in realtà manoscritti falsi redatti dalla Guglielminetti stessa e dal suo amante, un console della MVSN, il militare ed ex squadrista Piero Brandimarte, che lo aggredì anche fisicamente per le sue battute a mezzo stampa sulla poetessa. Pitigrilli fu poi liberato quasi subito e divenne parte offesa nel processo; alla fine Brandimarte ebbe una pena bassa (poi annullata). Dopo un lungo processo la Guglielminetti fu dapprima condannata a due mesi e infine assolta dall'accusa di diffamazione e falso, per temporanea infermità mentale all'epoca dei fatti. Fu probabilmente in questo periodo (maggio 1930) che, per una supposta fama di blando oppositore al regime che l'arresto gli aveva fruttato, e in quanto ritenuto "un ebreo che a causa delle sue vicende personali non aveva in simpatia gli altri israeliti" antifascisti, Segre fu reclutato come spia a pagamento dall'OVRA, la polizia politica segreta del regime fascista.
Nell'aprile del 1938 il giornalista lasciò anche la direzione delle Grandi firme, passando il timone all'amico Cesare Zavattini. Nonostante occasionali lodi a Mussolini, la stampa di regime definiva le sue pubblicazioni "un pozzo nero" di immoralità.
Oltreché giornalista, Pitigrilli fu soprattutto un prolifico scrittore, il più noto della sua epoca, autore di romanzi e racconti di grande successo, anche internazionale. Le sue opere più famose e diffuse (Mammiferi di lusso, La cintura di Castità, Cocaina, del 1920-21; I vegetariani dell'amore del 1930), caratterizzate da colta spregiudicatezza, ironia dissacratoria, gusto per il paradosso e intrigante umorismo a sfondo erotico, alimentarono (più ancora che le opere dei contemporanei Mario Mariani e Guido da Verona) l'interesse di un pubblico moderno e smaliziato, alla ricerca di innovative boutade e giochi di parole evoluti.
Dal 1930 Pitigrilli iniziò a viaggiare a lungo in Europa, soggiornando prevalentemente a Parigi e tornando in Italia per brevi periodi. Nel 1931 sposò, presso il Consolato italiano di Parigi, con rito civile, Deborah (Riri) Senigallia (o Sinigaglia), figlia di un abbiente industriale tessile, ebrea praticante, da cui l'anno successivo ebbe il figlio Gianni Segre (1932), divenuto scrittore in lingua francese.
Nel 1936, ancora ufficialmente coniugato per la legge italiana con Riri, sposò in Svizzera, con rito civile e in seguito cattolico (tecnicamente bigamo per la legge italiana fino a quando rimase vedovo della prima moglie), la torinese Lina Furlan (1903-2000), la prima donna avvocato penalista d'Italia, che era il suo legale quando Pitigrilli aveva intentato causa affinché il figlio Gianni fosse esentato dalle leggi razziali fasciste. Rimase con lei fino alla morte. Il matrimonio religioso fu officiato per procura nel 1940 da monsignor Montini, il futuro Paolo VI. Bruno Segre descrisse la Furlan come una "fervente cattolica e antisemita". Già allieva di Luigi Einaudi, era un avvocato dall'oratoria molto accesa, con diverse cause vinte in favore di donne accusate di vari crimini e per questo molto ammirata, ma le sue idee, sempre secondo Bruno Segre, forse influenzarono anche Pitigrilli, l'ex "gaudente e libertino" che divenne più conservatore.
Da quell'unione nacque, nel 1943, il figlio Pier Maria Furlan (poi Pier Maria Furlan Pitigrilli - Torino, 15 aprile 1943 - Torino, 19 gennaio 2022 ), che divenne noto psichiatra, docente di Psichiatria all'Università di Torino e poi preside della Facoltà di Medicina e Chirurgia nello stesso ateneo. 
Nel 1940 Pitigrilli rischiò, in quanto ebreo, di finire internato all'Aquila, se non fosse stato per l'interessamento di Edvige Mussolini che gli valse la liberazione. Terminò poco dopo il suo ruolo nell'OVRA. Dopo l'8 settembre 1943 e l'occupazione nazista dell'Italia, decise di riparare in Svizzera, cominciando a scrivere articoli di tono antifascista; il parroco di Voldomino, don Piero Folli, lo aiutò a valicare il confine tra Dumenza e Astano e lì rimase, con la famiglia, fino al 1947.

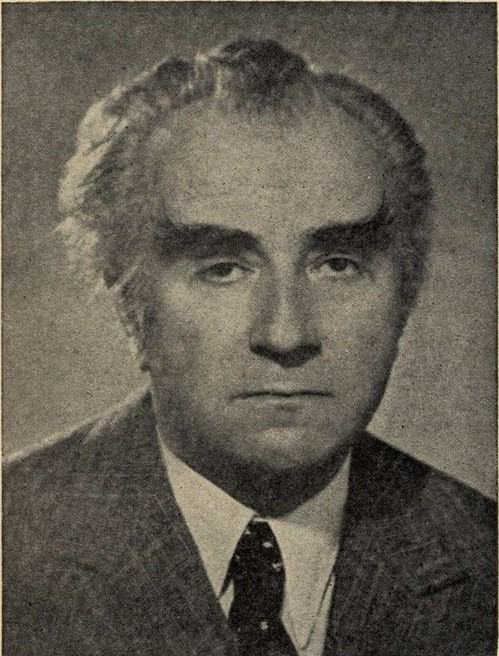
Pitigrilli in età matura.

Negli anni dell'immediato dopoguerra la sua popolarità diminuì radicalmente a causa delle rivelazioni sul suo ruolo di confidente dell'OVRA, anche dopo le leggi razziali (tentò inutilmente anche di essere "arianizzato" dal Tribunale della razza), che gli fecero guadagnare la riprovazione e il disprezzo dell'opinione pubblica. Nel primo elenco di 620 informatori segreti dell'OVRA pubblicato sulla Gazzetta Ufficiale il 2 luglio 1946 vi era infatti il nome di Dino Segre, con un compenso di 5.000 lire al mese, cifra decisamente considerevole per l'epoca. Nel saggio che Umberto Eco gli ha dedicato, intitolato L'uomo che fece arrossire la mamma (oggi raccolto ne Il superuomo di massa), l'autore sottolinea come, nel giudizio su Pitigrilli, l'influenza negativa della sua vicenda politica e umana sia tale da aver offuscato, mettendola in secondo piano, l'innegabile originalità e validità della sua opera letteraria. Sia Pitigrilli che la moglie e il figlio hanno sempre sostenuto la falsità delle accuse, secondo loro dovute alla poca simpatia come intellettuale e come persona che riscuoteva dagli ambienti antifascisti, che lo avevano subito sospettato anche prima che li frequentasse.
Di grande rilevanza, a detta dello stesso Pitigrilli, fu il suo tardivo avvicinamento alla fede cattolica, evento di cui parla nel volumetto La Piscina di Siloe, edito nel 1948, ripercorrendo le tappe del proprio percorso culturale e raccontando di come, passo dopo passo, partendo dall'ateismo e dall'indifferenza, attraverso varie esperienze in ambito spiritico e medianico, frequentando anche il noto sensitivo torinese Gustavo Rol, sia giunto ad una svolta nella propria vita e nei propri convincimenti, che l'hanno portato a convertirsi abbracciando infine il credo cattolico. A seguito della conversione, Pitigrilli rinnegò le sue prime opere, ritirando dal commercio le copie residue e vietandone la ristampa.
Nel 1948 si trasferì in Argentina, rimanendovi per dieci anni, forse aiutando Evita Perón nella redazione finale del suo celebre testo La razón de mi vida, e scrivendo sul giornale peronista La Razón. Rientrato in Europa, si stabilì a Parigi, tornando di tanto in tanto in Italia per trovare la famiglia, che era rimasta a Torino. Fu proprio nella sua casa torinese che, l'8 maggio 1975 (giorno antecedente il suo ottantaduesimo compleanno), lo colse la morte.
Nei suoi ultimi anni scrisse perlopiù libri a sfondo religioso e articoli nel periodico francescano per corrispondenza Messaggero di Sant'Antonio, edito dai frati antoniani di Padova.

## La collaborazione con l'OVRA
Oltre alla notorietà per la sua produzione letteraria, Pitigrilli è stato identificato come informatore dell'OVRA, la polizia segreta dell'Italia fascista.
La sua azione di spionaggio e di delazione portò all'arresto di numerose personalità dell'antifascismo, per lo più torinesi e appartenenti al movimento Giustizia e Libertà. Nel marzo del 1934 Pitigrilli causò l'arresto e l'incarcerazione di Leone Ginzburg, Giuseppe Levi e Gino Levi Martinoli (rispettivamente marito, padre e fratello di Natalia Ginzburg), Carlo Levi e suo fratello Riccardo, Carlo Mussa Ivaldi, Barbara Allason, Sion Segre Amar (suo cugino; tuttavia il figlio di questi nega che fu Pitigrilli a farlo arrestare, ma che lo scrittore al contrario, benché non fossero in buoni rapporti «avrebbe operato per far giungere una mazzetta, preparata da mio zio Nello, ai giudici, tramite l’allora capo della polizia Bocchini, affinché fossero clementi nella loro sentenza»), e altri sette antifascisti.
Il 15 maggio 1935, a seguito delle dichiarazioni di Pitigrilli secondo cui la redazione de La Cultura sarebbe stata «un ago calamitato sul quale si raduna tutta la limatura di ferro dell'antifascismo torinese», in casa di Gioele Solari vennero arrestati altri appartenenti al gruppo di Giustizia e Libertà e alla redazione della rivista La Cultura, tra cui Vittorio Foa, Cesare Pavese, Leone Ginzburg, Franco Antonicelli, Carlo Levi, Massimo Mila, Michele Giua e Vindice Cavallera, Giulio Einaudi, Augusto Monti e Piero Martinetti. Fu allontanato come "sospetto" da Emilio Lussu, che lo minacciò intimandogli di "levarsi dai piedi" e lo definì "artista nato spia".
Nel giugno 2016, in un'intervista andata in onda su Rai 1, il figlio dello scrittore, Pier Maria Furlan Pitigrilli, ha affermato che il coinvolgimento del padre nell'OVRA fu il frutto dell'invenzione di un programma radiofonico di Radio Bari. Probabilmente il riferimento è ad un annuncio diffuso da Radio Bari del 1943, ripreso dal Giornale d'Italia nel gennaio del 1944, che ebbe però risonanza soprattutto dopo la Liberazione, che ammoniva a prestare attenzione a Pitigrilli, definito «scrittore pornografico», (riprendendo un'espressione del socialista Michele Giua che avrebbe poi fatto arrestare) come «un delatore che ha già denunciato alle autorità fasciste una cinquantina di persone». 
Secondo Furlan Pitigrilli, la colpevolezza dello scrittore sarebbe una calunnia diffamatoria:
Le figlie di Vittorio Foa, intervistate nel dicembre 2016 per il canale televisivo Rai Storia dal giornalista Paolo Mieli, hanno replicato accusando Pitigrilli di essere effettivamente membro dell'OVRA: secondo Foa più per forte avversione personale agli antifascisti di GL che per denaro, secondo Anna Foa per "odio di sé" come ebreo («per la sua attività come informatore, Pitigrilli guadagnava ben 5000 lire al mese. Ma nostro padre diceva che Pitigrilli più che per soldi lo faceva per divertimento»), pur non professandosi nemmeno però un convinto fascista. 
Nel luglio 1946, fra i collaboratori dell'OVRA pubblicati sulla Gazzetta Ufficiale compare il nome Dino Segre, informatore numero 373. Pitigrilli fece ricorso, con l'appoggio di Giulio Andreotti, ma la Commissione incaricata decretò che la colpevolezza di "Segre detto Pitigrilli" era dimostrata "irrefutabilmente". 
Esistono e sono state tramandate, infatti, le relazioni su celebri esponenti dell'antifascismo torinese che Dino Segre aveva inviato all'OVRA, sebbene il figlio sostenga trattarsi di falsi come nel caso delle lettere antifasciste del caso Guglielminetti, ad opera di persone già coinvolte all'epoca.

## Opere

Dino Segre detto Pitigrilli

- Il Natale di Lucillo e Saturnino, Milano, Sonzogno, 1915.
- Le vicende guerresche di Purillo Purilli bocciato in storia, Torino, Lattes, 1915.
- Teofilo Barla e il canto detto "La bandiera dei tre colori", Torino, Gustavo Gori, 1917.
- Amalia Guglielminetti, Milano, «Modernissima»[36], 1919.
- La balbuzie; Whisky e soda; Purificazione; Il cappello sul letto, Milano, Vitagliano, 1920[37].
- Mammiferi di lusso (*), Milano, Sonzogno, 1920.
- Ingannami bene, Milano, Casa Editrice Italia, 1920.
- La cintura di castità (*), Milano, Sonzogno, 1921.
- Cocaina (*), Milano, Sonzogno, 1921.
- Oltraggio al pudore (*), Milano, Sonzogno, 1922.
- La Vergine a 18 carati (*), Milano, Sonzogno, 1924.
- Pitigrilli in tribunale col pittore Adolfo Magrini, il dott. Aristide Raimondi ed altri, imputati di oltraggio al pudore a mezzo della stampa, Napoli, Rocco, 1926.
- L'esperimento di Pott, Milano, Sonzogno, 1929.
- I vegetariani dell'amore, Milano, Sonzogno, 1931.
- Dolicocefala bionda, Milano, Sonzogno, 1936.
- Le amanti; La decadenza del paradosso, Torino, Edit. Associati-Tip. Salussolia, 1938.
- La meravigliosa avventura, Milano, Sonzogno, 1948.
- La piscina di Siloe, Milano, Sonzogno, 1948.
- Il farmacista a cavallo, Milano, Sonzogno, 1948.
- Saturno, Milano, Sonzogno, 1948.
- Mosè e il cavalier Levi, Milano, Sonzogno, 1948.
- Lezioni d'amore, Milano, Sonzogno, 1948.
- Confidenze (conferenza), Monza, Tipografia sociale, 1949.
- Pitigrilli parla di Pitigrilli, Milano, Sonzogno, 1949.
- Apollinaria. Poemetto. Seguito da cinque novelle, Milano, Sonzogno, 1950.
- L'ombelico di Adamo, Milano, Sonzogno, 1951.
- Peperoni dolci, Milano, Sonzogno, 1951[38].
- Il sesso degli angioli, Milano, Sonzogno, 1952.
- Dizionario antiballistico, Milano, Sonzogno, 1953.
- La moglie di Putifarre, Milano, Sonzogno, 1953.
- Gusto per il mistero, Milano, Sonzogno, 1954.
- Come quando fuori piove, Milano, Sonzogno, 1954.
- La danza degli scimpanzé, Milano, Sonzogno, 1955.
- L'«affaire Susanna» (Short stories e storie in shorts), Milano, Sonzogno, 1955.
- L'amore ha i giorni contati, Milano, Sonzogno, 1956.
- Il pollo non si mangia con le mani. Galateo moderno, Milano, Sonzogno, 1957.
- I figli deformano il ventre, Milano, Sonzogno, 1957.
- L'amore con la O maiuscola, Milano, Sonzogno, 1958.
- La Maledizione, Napoli, Rocco, 1958.
- Sacrosanto diritto di fregarsene, Milano, Sonzogno, 1959.
- Amore a prezzo fesso (Short stories e storie in short), Milano, Sonzogno, 1963.
- I pubblicani e le meretrici, Milano, Sonzogno, 1963.
- Lo specchio e l'enimma, Padova, Edizioni del Messaggero di Sant'Antonio, 1964[39].
- I Kukukuku, Milano, Sonzogno, 1964.
- Odor di femmina, Milano, Sonzogno, 1964.
- Il dito nel ventilatore, Milano, Sonzogno, 1965.
- La donna di 30, 40, 50, 60 anni (Una croce sull'età), Milano, Sonzogno, 1967.
- La bella e i curculionidi, Milano, Sonzogno, 1967.
- Queste, coteste e quelle, Milano, Sonzogno, 1968.
- Amori express, Milano, Sonzogno, 1970.
- Sette delitti, Milano, Sonzogno, 1971.
- Nostra signora di miss tiff, Napoli, Marotta, 1974.

A seguito della sua conversione al cattolicesimo, Pitigrilli rinnegò le sue prime opere, e ne vietò la ristampa dal 1948 in poi; inoltre, ritirò dal commercio tutte le copie residue dei libri indicati con l'asterisco: (*) Tuttavia Cocaina e Mammiferi di lusso sono stati in seguito riediti da Bompiani nel 1999 e nel 2000.